# Neocirolana hermitensis
Neocirolana hermitensis är en kräftdjursart som först beskrevs av David R. Boone 1918.  Neocirolana hermitensis ingår i släktet Neocirolana och familjen Cirolanidae. Inga underarter finns listade i Catalogue of Life.